# BLIND!
BLIND! is een online interdisciplinair tijdschrift.

## Doel
Het tijdschrift heeft als doel studenten, docenten en onderzoekers te interesseren voor andere vakgebieden dan hun eigen en te dienen als een centraal punt voor informatie over interdisciplinariteit. Enerzijds wil de redactie dat bereiken met een database van artikelen, opiniestukken, recensies en columns, anderzijds  door middel van links naar websites over andere interdisciplinaire initiatieven.

## Organisatie
De redactie van BLIND! bestaat uit studenten van verschillende opleidingen. Het blad wordt financieel ondersteund door het Instituut voor Interdisciplinaire Studies (IIS) van de Universiteit van Amsterdam en inhoudelijk geadviseerd door een redactieraad met wetenschappers uit verschillende vakgebieden. Net als bij een papieren tijdschrift kan men zich abonneren, door zich in te schrijven op de nieuwsbrief.

## Nummers
BLIND! komt viermaal per jaar uit. Ieder nummer bestaat uit stukken over interdisciplinariteit of interdisciplinaire stukken rond een thema. In een interdisciplinair artikel worden vakgebieden met elkaar verbonden of juist tegen elkaar afgezet. Deze vakgebieden variëren van exacte wetenschap tot sociale wetenschap en filosofie. Het eerste nummer van BLIND! heeft als thema 'Interdisciplinariteit', het tweede 'De menselijke geest' en het derde 'Grenzen aan kennis'.